# Ein Königreich für ein Haus
Ein Königreich für ein Haus ist eine niederländische Schwarzweiß-Filmkomödie in der Tradition des deutschen Trümmerfilms der frühen Nachkriegszeit. Regie führte der Filmveteran Jaap Speyer, dessen letzte Inszenierung und zugleich einziger Nachkriegsfilm dies war.

## Handlung
In Amsterdam, kurz nach dem Ende des Zweiten Weltkriegs. Überall herrscht nach den Zerstörungen der vergangenen Jahre große Wohnungsnot. Die wohlhabende und vornehme Familie van Laar wird gebeten, eine obdachlose Familie aufzunehmen. Die Dame des Hauses, Antoinette van Laar, versucht vergeblich, dieser Aufforderung zu entgehen, doch sie muss zwei Wohnräume zur Miete zur Verfügung stellen. Van Laars Hausmädchen Bertha lädt ihre Schwester Henriëtte, genannt „Heintje“, Blom ein, mit ihrem Bruder Kobus und Tochter Daisy in der Laarschen Villa einzuziehen. Heintje ist eine laute Marktverkäuferin einfacher Abstammung, die mit ihrer Familie in Jordaan, dem Amsterdamer Stadtteil der einfachen Leute, lebt. Eigentlich ist es Heintje sehr unangenehm, in die feine Villa der feinen Leute in der feinen Gegend einzuziehen, weil sie sich nicht dazugehörig fühlt und weiß, dass man sich dort für etwas besseres hält. Dennoch entschließt sich Heintje dazu, sich bei den van Laars einzuquartieren.
Heintje und Daisy werden von Antoinette alles andere als herzlich empfangen. Als Antoinette, die alles versucht, die ungebetenen Gäste so schnell wie möglich wieder loszuwerden, erfährt, dass Heintje & Co. von Bertha eingeladen wurden, hier unterzukommen, feuert die Hausherrin augenblicklich ihr Hausmädchen. Antoinettes Gatte Johan hingegen empfängt Heintje, Kobus und Daisy mit offenen Armen. Daisy arbeitet als Sekretärin für den größten Konkurrenten des Hausherrn und erkennt diesen daher rasch wieder. Auch der Sohn, Rob van Laar, ist von der jungen Daisy sehr beeindruckt. Sowohl Antoinette als auch Heintje versuchen zu verhindern, dass zwischen Daisy und Rob allzu großen Gefühle hochkochen.
Rob und Daisy bleibt daher nichts anderes übrig, als sich heimlich zu treffen. Während einer Bootsfahrt sagt Rob Daisy, dass er sich in sie verliebt habe, und beide küssen sich. Daisy hat Angst, dass ihre Eltern die Wahrheit herausfinden werden, aber er sagt ihr, dass sie sich keine Sorgen machen soll. Sollten sie beide von Antoinette als Paar ertappt werden, dann solle es eben so sein. Rob geht bald fort und lässt Daisy allein zurück. Sie fühlt sich verlassen und geht aus dem Haus, um wieder mit Kobus in die alte Bleibe zurückzukehren. Währenddessen versuchen Heintje und Antoinette sich gegenseitig das Leben schwer zu machen. Heintje versteht nicht, warum Antoinette auf Daisy herabschaut und erwägt nun ebenfalls, die Villa wieder zu verlassen und in ihr altes Zuhause heimzukehren.
Unterdessen werden in der Villa gefälschte Textilbezugsscheine aufgefunden, und Johan droht die Gefahr, deswegen von der Polizei verhaftet zu werden. Heintje, die ihren Gastgeber schätzt, versucht vergeblich, dies zu verhindern. Als Daisy davon hört, erkennt sie, dass es eine Finte ist. Sie kontaktiert ihren Freund Rob und versucht mit ihm Johans Unschuld zu beweisen. Sie ertappen Johans Konkurrenten auf frischer Tat, als diese einen Tresor knacken, und lassen sie festnehmen. Daisy kann endlich wieder zu ihrem Rob rückkehren, und Heintje und Antoinette legen ebenfalls ihren Streit bei. Am Ende verkünden Rob und Daisy, dass sie heiraten und unter einem gemeinsamen Dach leben werden.

## Produktionsnotizen
Gedreht 1948, wurde Ein Königreich für ein Haus am 11. März 1949 uraufgeführt. Diese Produktion war der erste niederländische Film, der im Nachkriegsdeutschland (am 24. Januar 1950) in den Kinos anlief.
Die Filmbauten entwarf der bekannte niederländische Architekt A. H. Wegerif, der schon in den 1930er Jahren einige wichtige niederländische Vorkriegsfilme gestaltet hatte. Ein Königreich für ein Haus war seine vorletzte Tätigkeit für das Kino.

## Wissenswertes
Speyer holte mit dem Schweizer Richard Angst einen im deutschen Film sehr erfahrenen Kameraveteran ins Land. Dies war nicht ohne Pikanterie, hatte Angst doch bereits im Herbst 1941, also in der Zeit der NS-deutschen Besetzung der Niederlande, hier als Kameramann gearbeitet, als er ausgerechnet unter der Regie des überzeugten Regimeanhängers Hans Steinhoff dessen Rembrandt-Film fotografierte. Diese Instinktlosigkeit fand denn auch Nachhall in zeitgenössischen niederländischen Zeitungen: So wurde in dem Wochenblatt „Ons Vrije Nederland“ von einer „grauenvollen Ungereimtheit“ gesprochen.
Auch der Cutter Hermann Haller war ein gebürtiger Schweizer, hielt sich aber, anders als Angst, zwischen 1933 und 1938 überwiegend in Österreich und anschließend in der heimatlichen Schweiz auf.
Auch Königreich-Produzent Gabriel Levy war ein Veteran der deutschen Kinematografie und stellte seit Stummfilmtagen in Berlin Filme als Produzent mit eigener Firma her. Als Jude musste er in der Frühphase des NS-Regimes fliehen und ließ sich in Amsterdam nieder. Hier konnte er nach 1935 nur noch diesen einen Film produzieren.
Dies war die einzige Kompositionstätigkeit des deutschen Kapellmeisters Erich Ziegler, einer der wenigen Überlebenden des KZ-Durchgangslagers Westerbork, für den Film. Er starb noch 1948, zweieinhalb Monate vor der Uraufführung des Films.

## Kritiken
Der Film war in den Niederlanden ein großer Publikumserfolg. Dort wurde der Streifen von fast 1,3 Millionen Kinogängern gesehen, auch wenn die Kritiken nicht eben überschwänglich waren:
In der Tageszeitung Het Parool war zu lesen: „Es wurde kein Versuch unternommen, sich über das übliche Mittelmaß zu erheben“, aber der Regisseur und die Darsteller hätten „ein unterhaltsames Ergebnis erzielt, das dem Premierenpublikum viel Spaß gemacht“ habe
Im Filmdienst heißt es: „Langatmiger Versuch, die Wohnungsnot in Holland nach dem Zweiten Weltkrieg als Stoff für ein Lustspiel zu nutzen. (…) Erster niederländischer Nachkriegsfilm im deutschen Verleihangebot.“